# Zagórów (stacja kolejowa)
Zagórów – zlikwidowana stacja kolejowa w Zagórowie, w województwie wielkopolskim, w Polsce, na trasie wąskotorowej linii Witaszyce Wąskotorowe – Zagórów.